# Битка при Гривица (7/19 октомври 1877)
Вижте пояснителната страница за други значения на Плевен.
Битката при Гривица е етап от развитието на Руско-турска война (1877–1878). Проведена е от румънските войски на 7 (19) октомври 1877 г. с цел овладяване на Гривишки редут №2, но завършва с неуспех.

## Предистория
След третата атака на Плевен единственият съществен резултат е овладяването на Гривишкия редут №1 – „Канлъ табия“ от румънските и руските войски. Непосредствената близост на намиращия се на 300 метра на север от него Гривишки редут №2 – „Баш табия“, който има командно положение спрямо първия, нанася постоянни поражения на руско-румънските войски. Патовата ситуация е неизгодна и за двете воюващи страни.
Първи атакуват турците. През периода 1 – 3 (13 – 15) септември те правят постоянни опити да си възвърнат Гривишки редут №1, но са отбити от румънските и някои руски части. На 6 (18) след обяд румънските войски на свой ред атакуват редут №2, но след като са отблъснати в 18 часа се връщат на изходните си позиции. Между двете линии остават множество убити и непогребани войници, чиито трупове с времето започват да гният. Турците стрелят по всеки опитал се да прибере нечий труп, дори той да носи символа на Червения кръст. С тази цел на 21 септември (3 октомври) при Осман паша е изпратен драгоманинът на главнокомандуващия Мокеев. Пашата му отказва лична среща под предлог, че е болен. Въпреки това се съгласява с предложението с изключение за сектора на Гривишкия редут. Там труповете са много близко до редута и санитарите ще могат да разгледат турските позиции.

## Подготовка за атака
Дейността по построяване на укрепления в румънската армия върви по-бързо и успешно отколкото в руската. Повечето укрепления, окопи и траншеи са насочени срещу Гривишки редут №2. Чрез систематична работа те успяват да доближат някои траншеи само на 40 метра от турския редут. Румънците обаче са подложени на непрекъснат пушечен и артилерийски обстрел, търпят големи загуби и стоят в непрекъсната бойна тревога. Всичко това кара командването им да превземе въпросния редут. Овладяването му не би оказало някакво влияние на общия ход на военните действия на Западния отряд, но би имало негативно въздействие на духа на турските войски.

## Битка
Атаката на Гривишкия редут №2 – Баш табия започва в 12:30 часа с артилерийска стрелба от 72 оръдия руски и румънски оръдия. В продължение на един час артилерията се опитва да разруши бруствера на редута и да облекчи действията на пехотата. Обстреляни са както противниковите батареи, така и пътищата, по които могат да дойдат подкрепления.
В 13:30 часа един залп на мортирната батарея дава началото на пехотната атака. Румънските батальони, снабдени със стълби и фашини (снопове пръчки за запълване на ями и преминаване през окопи), се нахвърлят срещу редута. Посрещнати са от дъжд от олово – около 20 000 куршума се изсипват срещу тях. Завързва се зверско сражение. Войниците се изкачват със стълбите си по бруствера на редута, а турците ги удрят отгоре с прикладите на пушките, с лопати и с всичко което им попада под ръка. Смелчаците падат един след друг и след един час полковник Ангелеско дава сигнал за отстъпление. Румънците се оттеглят в укритията си, а артилерийският огън е подновен до 16 часа с цел разрушаване на укреплението и прогонване на новите резерви.
Към 18 часа румънците получават подкрепления и със смрачаването започват нова атака. За втори път атакуват със стълби редута и този път успяват да преодолеят рова и да се изкачат по бруствера. Нахлуват във вътрешността и изглежда, че победата ще е на тяхна страна. В този критичен момент турците получават подкрепления и с тяхна помощ изтласкват румънците обратно в траншеите. С това полковник Ангелеско прекратява опитите за овладяване на Баш табия.
Около 2:30 през нощта се чува силна артилерийска и пушечна стрелба от турския редут и румънците предполагат, че са контраатакувани. Оказват се единични турски войници излезли от траншеите и под прикритието на мрака доубиват ранените и им взимат дрехите за себе си.
На следващия ден е сключено примирие за прибиране на ранените и погребване на убитите. Определени са демаркационни линии, на които застават турски и румънски войници. Общи команди погребват убитите войници, а намереното оръжие е разделено по равно. В ранния следобед всичко приключва и войските застават на изходните си позиции. Скоро оръдейната стрелба е подновена, а с това и враждебните действия.

## Загуби
В този ден румънските загуби са: 2 офицери и 200 нисши чина убити и 20 офицери и 707 нисши чина ранени. Турските загуби остават неизвестни.

## Резултати
Неуспехът на тази атака показва за пореден път на висшето командване безсмислието от директна и фронтална атака на землените укрепления на турската отбрана. Тя води единствено до нови и огромни човешки загуби. Затвърждава се решението на генерал Тотлебен за пълна блокада на Плевен. Осман паша ще бъде обкръжен в града и лишен от боеприпаси, храна и комуникации.

## Паметници
- Румънски мавзолей при Гривица
- Румънски мавзолей при Гривица
- Румънски мавзолей при Гривица
- Румънски мавзолей при Гривица
- Румънски мавзолей при Гривица
- Румънски мавзолей при Гривица
- Паметник на незнайни румънски войни
- Паметник на незнайни румънски войни
- Паметник на незнайни румънски войни
- Паметник на незнайни румънски войни
- Карта на Гривишки редути 1 и 2
- Турски редут при Гривица
- Турски редут при Гривица
- Турски редут при Гривица
- Турски редут при Гривица
- Румънска траншея при Гривица
- Румънска траншея при Гривица
- Гривишки редут 2 – Баш табия
- Гривишки редут 2 – Баш табия
- Гривишки редут 2 – Баш табия
- Гривишки редут 2 – Баш табия

## Галерия
- император Александър II
- главнокомандуващ княз Николай Николаевич
- Крал Карол I
- генерал-лейтенант Павел Зотов
- генерал Александру Чернат
- Султан Абдул Хамид II
- Осман паша